# Device Under Test
Als Device Under Test (dt.: Prüfling), kurz DUT, wird vor allem in der elektrischen Mess- und Prüftechnik ein zu prüfendes Objekt bezeichnet. Das kann ein isolierter Bereich auf einem Wafer, ein einzelnes Bauteil, eine Baugruppe oder ein komplettes Gerät sein.
Welche Funktionen des DUT geprüft werden, hängt ab von seiner Art, den zu ermittelnden Testparametern oder Messwerten und den zur Verfügung stehenden Prüfmitteln und Messgeräten.
Ein DUT kann auch als Equipment Under Test (EUT) bezeichnet werden, was in Prüfberichten oft gebräuchlicher ist. Ebenso gebräuchlich ist die Bezeichnung Unit Under Test (UUT).